# SK 847

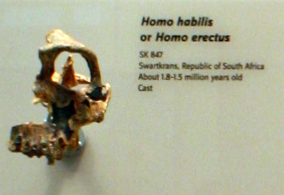
Replica del fossile SK 847 a Washington

SK 847 è un frammento di teschio fossilizzato di un ominide della specie Homo habilis, datato a circa 1.8 milioni di anni fa, scoperto a Swartkrans in Sudafrica, nel 1969 da Ronald Clarke.

## Descrizione
Ci sono state molte controversie su questo fossile, che in realtà è un teschio composito riassemblato da 3 pezzi separati. Gli accademici hanno attribuito questo frammento di cranio composito ad almeno 5 diversi taxa di ominidi contemporaneamente.